# Grethe Rostbøll
Grethe Fogh Rostbøll  (født 30. maj 1941, død 26. juli 2021) var en dansk politiker (Konservative Folkeparti og Folkebevægelsen mod EF) og minister.
Hun blev født i Aarhus som datter af gårdejer Gustav Fogh og Ellen Marie Brandt.
- Kulturminister i Regeringen Poul Schlüter IV fra 18. december 1990 til 25. januar 1993
- Folketingskandidat 1990 og 1994 og folketingsmedlem 1996-1998.
- Medlem af Ryslinge Sogneråd 1966-1970.
- Medlem af Frederiksberg kommunalbestyrelse fra valget i 1993 og deltog repræsentant for denne kommune i København som kulturhovedstad i 1996.
- Kandidat til EF-Parlamentet for Folkebevægelsen mod EF i 1979. Medlem af Folkebevægelsens forretningsudvalg 1979-1984.
- Medlem af Radikale Venstre i begyndelsen af 1980'erne. Afslog at stille op som radikal borgmesterkandidat i Ryslinge Kommune i 1981.
- Medfølgende hustru til Forstander Torben Rostbøll på 'Ryslinge Højskole fra 1962.
- Formand for bestyrelsen af Fultons venner. Hun holdt sin 70års fødselsdagsreception på skonnerten Fulton, der lå ved Amaliehaven.